# シンガポールマネージメント大学
シンガポールマネージメント大学 (略称: SMU; 中国語: 新加坡管理大学; マレー語: Universiti Pengurusan Singapura; タミル語: சிங்கப்பூர் நிர்வாக பல்கலைக்கழகம்)は、2000年に設立されたシンガポールの国立大学である。別名はシンガポール経営大学。
SMUは、変化の多い時代に対応できるリーダーや起業家を輩出することを目的に、シンガポール政府が出資し、シンガポール国立大学(NUS)・ナンヤン理工大学(NTU)の英国式カリキュラムとは異なる、世界トップクラスの米国式ビジネススクールであるペンシルベニア大学ウォートン・スクール（Wharton）をモデルとして、2000年1月12日に設立された。学部・大学院併せて約10000人が在籍している。現在は、会計学、経営学、経済学、情報システム学、法学、社会科学の6つのスクール及び大学院研究と統合研究の2つのカレッジから構成され、学士、修士及び12の博士課程が開設されている。30以上の研究所とCOEを保有する他、専門職教育課程では専用の企業研修と生涯学習を受けられる。SMUはマネジメント(MBA)教育に関する第三者評価機関AACSB、EQUIS、AMBAからトリプル国際認証を受けている。少人数制でゼミ形式での教育を特徴とする。SMUのキャンパスは南部にあるNUSや西部にあるNTUと違い、シンガポールの中心部に位置しており、実業界とのつながりが強い。

## 歴史
1997年、シンガポールにシンガポール国立大学(NUS)、ナンヤン理工大学(NTU)に続く第三の大学を作る最初の計画が持ち上がった。
その後、リゾートホテルチェーンであるバンヤンツリーでExective Chairmanを務める何光平氏（Ho Kwon Ping）が議長として任命され、アメリカの大学教育をベースとしながらも、より柔軟かつ幅広い高等教育を行う方針が決定された。学部教育のモデルとしては米ペンシルベニア大学ウォートン・スクールが選ばれた。ウォートン・スクールとは1999年2月に協定が結ばれ、同年6月にはWharton-SMU Research Centerが設立された。
2000年、シンガポールマネージメント大学は、シンガポール郊外のエヴァンスロードにあるHwa Chong Institutionの一角をブキティマキャンパスとして開学した。そして5年後の2005年には、4つのスクール、図書館、3つの研究機関を伴う大学として、シンガポールの商業・文化の中心地であるドビー・ゴートへの移転を完了した（シティキャンパス）。その後、Law Schoolの開設、School of Economics and Social Sciencesの改組（School of EconomicsとSchool of Social Sciences）を経て、現在の体制となった。
特に、起業家・イノベーション教育に定評があり、SMUビジネススクール(Lee Kong Chian School of Business)は、フィナンシャル・タイムズ紙の2021年経営管理修士（MBA）プログラム世界ランキングで58位、アジアで13位にランクされている。

### 大学方針
Following a strategic review by the university management, senior faculty and the Board of Directors, Professor De Meyer announced the strategic goals of a five year plan in his SMU President’s State of University Address 2011. These goals are to:
- Raise the reputation and international profile of SMU.
- Continue to deliver a holistic undergraduate education experience with a distinctive interactive pedagogy, involving multi-disciplinary perspectives and a culture of rigorous learning and innovation.
- Foster a stimulating and dynamic research culture combining focused disciplinary research with opportunities for multi-disciplinary perspectives.
- Become an Asian knowledge hub for research centred around the world of business and management.
- Develop high quality graduate, professional and executive education programmes.
- Ensure financial strength that sustains growth and innovation.

## 学部・スクール
School of Accountancy
Lee Kong Chian School of Business
2004年、東南アジアの財団から5,000万シンガポールドルの寄付を受け、スクール名をLee Kong Chian School of Businessとした。BBM（Bachelor of Musiness Management、経営学学士）の他、MBA、EMBA、MSc、PhDの各プログラムを提供しており、スクールとしてAACSBおよびEQUISからの認定を受けている。
School of Economics
School of Information Systems
School of Law
School of Social Sciences
College of Graduate Research Studies
College of Integrative Studies

## ランキング
- QS世界大学ランキング[7] 2022 in Business and economics: ビジネス/経営学36位, 会計学49位, 経済学60位
- FT世界大学ランキング2021の経営管理修士(MBA)プログラム分野で世界58位、アジア13位[3]
- Singapore Management University was ranked 52nd worldwide in 2012 by The University of Texas at Dallas Top 100 Worldwide Business School Ranking.[8]
- SMU was rated as a 4 Palms Business school (world top 300) by Eduniversal in 2011.[9]
- Singapore Management University (as an entire university) was ranked 28th out of all business schools in the world by Webometrics (Ranking Web of World Business Schools) in Jan 2011.[10]
- SMU was ranked 10th worldwide and 1st in Asia by The Accounting Review for the number of refereed articles accepted for publication in 2009.[11]

## 日本の学生交流協定校
- 一橋大学
- 京都大学
- 大阪大学
- 名古屋大学
- 九州大学
- 北海道大学
- 早稲田大学
- 慶応大学
- 国際教養大学
- 中央大学
- 上智大学
- 明治大学
- 立教大学
- 同志社大学
- 立命館大学
- 立命館アジア太平洋大学
- 名古屋商科大学
- 関西外国語大学

## 出身者

### 教員
- ピユシュ・グプタ - 理事長、シンガポール企業庁（Enterprise Singapore）Board member、DBS銀行CEO。
- パン・ヤン・フーン(Pang Yang Hoong) - 初代学長・名誉教授。シンガポール会計企業規制庁(ACRA) Board Member。
- ロナルド・フランク(Ronald Frank) - 第2代学長。元ペンシルベニア大学ウォートン・スクール副学部長。
- アルヌード・ド・マイヤー - 第4代学長、INSEAD元MBAプログラム学部長・シンガポール分校創設者。
- リリー・コン - 第5代学長、元シンガポール国立大学シニアマネジメント。
- ハワード・トーマス(Howard Thomas) - リー・コンチェンビジネススクール(Lee Kong Chian School of Business)名誉教授・元学部長。シカゴ大学MBA・ロンドン大学MSc。元AACSB取締役会長。
- トーマス・サージェント - 経済学者、元特別教授。アメリカ経済学会(AEA)会長、元スタンフォード大学・シカゴ大学・ニューヨーク大学教授、元ペンシルベニア大学准教授。ノーベル経済学賞受章。
- ポーリン・テイ・ストローハン - 学生部長・社会学教授。シンガポール首相官邸行政勲章（Public Administration Medal 2010, Prime Minister's Office）Bronze受章。
- 好川透 - リー・コンチェンビジネススクール(Lee Kong Chian School of Business)元教授[12]、早稲田大学社会科学総合学術院教授。
- 藤井朋樹 - 経済学部准教授・副学部長[13]
- 梶井厚志 -経済学者、客員教授
- 高橋一 - 統計学者、元客員教授

### 卒業者
- マーカス・ウィー(Marcus Wee) - Aftershock創業者
- アーロン・タン(Aaron Tan) - Carro創業者
- プリタム・シン – 労働者党(WP)リーダー・国会議員。
- ルイス・チュア – 労働者党メンバー
- アンジェラ・リム(Angela Lim) - CNA（メディアコープTV）ニュースキャスター
- レベッカ・リム - 女優
- ジェイド・シー - 女優
- ポンサック・プラジャクビット - 男優（シンガポール・タイ）
- アディティヤ・スリニヴァサン - 歌手（インド）
- イップ・ピン・シウ – パラリンピック水泳選手・金メダリスト
- 富田和成（ZUU創業者・社長）